# Љотај
Љотај (алб. Lotaj) је насељено место у општини Скадар у округу Скадар, Албанија. Према попису из 1989. године било је 497 становника.
Љотај су једно од насеља и братства племена Шаља.